# Nickelodeon (Brasil)
Nickelodeon Brasil (frequentemente abreviado como Nick) é um canal de televisão por assinatura brasileiro que pertence à Paramount Networks EMEAA. É a versão brasileira do canal Nickelodeon do Estados Unidos, exibindo sua programação em português do Brasil. Sua sede está localizada na cidade de São Paulo, e tem o público alvo principal de adolescentes e crianças. Em 2015 classificado como o 8° canal mais assistido da televisão por assinatura brasileira juntamente com o Space da WarnerMedia.
Atualmente, o Feed Brasil do Nickelodeon América Latina, é o único canal infantil brasileiro a usar o Feed 3 da América Latina no horário de Brasília (UTC-3) exibindo a nossa Programação simulcast SDTV e HDTV. Até 17 de outubro de 2023, o canal era licença brasileira durante 27 anos, antes de mudar o Feed Europeu,  a partir de 17 de outubro de 2023, o canal é operado na Europa, como parte do sinal transcontinental Nickelodeon Global, com sede em Londres, Reino Unido.

## História

Primeiro logotipo, utilizado entre 1996 e 2004.

A Nickelodeon Brasil foi fundada em 20 de dezembro de 1996 pela Viacom em sua subdivisão Viacom Media Networks. Primeiramente transmitia desenhos e, orientado para crianças entre 5 e 10 anos, o canal era destinado como um competidor (e ser o principal) para o Cartoon Network lançado dez anos depois. Em sua primeira aparição, foi lançado o logotipo "Laranja Indicador", e depois o "Transformador" (que se transformava em vários personagens do canal). Mais tarde, surgiu o logotipo que seria utilizado entre 2004 e 2009, focando-se mais na elasticidade, não no "Transformador".
O novo logo, apenas digitável, foi lançado em 5 de abril de 2010. Essa mudança em sua marca, que passa a ser menos chamativa e a que mais combina com as alterações de público que o canal vem sofrendo ao longo dos últimos anos. O diretor Jimmy Leroy destaca que essas mudanças serão acompanhadas de outras mudanças visuais, como chamadas, vinhetas e demais efeitos, que precisam ser adaptados ao público atual.
A marca atualizada sofreu apenas uma transformação no seu efeito aplicado à tela. É utilizada, geralmente, apenas nos dias de eventos especiais, como o "Kids Choice Awards", quando é adicionado à logomarca o efeito "dirigível", ou "Zeppy". O efeito consiste em personalizar a logomarca temporariamente no formato do "troféu" concedido pela emissora dos KCA's.
Em 5 de junho de 2017, a Nickelodeon Brasil ganha um novo rebrand, nomeada de Refresh, o rebrand traz novas vinhetas e novos bumpers, e passa contener as cores amarelo, azul, e roxo nos bumpers e nas vinhetas, estreou primeiro na Nickelodeon dos EUA em 11 de março de 2017, após o Kids Choice Awards 2017.

### Parceria com aGlobosat
Em 1994, a Nickelodeon entrou em um acordo com a Globosat. Assim, vários seriados da Nick foram transmitidos no canal Multishow (canal da Globosat). Foram exibidos: Clarissa. Logo, em 1994, meses após a estreia dos Nicktoons na Nickelodeon, o Multishow começou a exibir alguns desses Nicktoons, incluindo Doug, Rugrats e Ren e Stimpy em uma sessão nomeada Babá Eletrônica. O Multishow parou de exibir os programas da Nickelodeon por volta de 1996, com a chegada do canal Nickelodeon Brasil. Até por volta de 2015, os desenhos da Nickelodeon eram exibidos na Rede Globo quando foram trocados pelo É De Casa, emissora que também é propriedade do Grupo Globo, tal como a Globosat.
Atualmente, alguns de seus desenhos e seriados são exibidos no SBT e na Band.

### Nickelodeon HD

Logo da Nick HD

Em 1º de junho de 2011 a Viacom disponibilizou para a América Latina um sinal em High Definition (HD) da Nickelodeon. Com faixas de áudio para o Brasil (em português) e o outro, para o América Latina (em espanhol). No Brasil apesar de a Viacom anunciar que o canal seria disponibilizado pela Sky Brasil logo em seu lançamento, o mesmo só veio a ser oficialmente distribuído por ela em 22 de julho de 2011. Até então, sua programação não era simulcast, ou seja, não exibia a mesma programação do canal de definição padrão (SD) em seu canal High Definition (HD).
No dia 17 de julho de 2015, a Nickelodeon HD passa a ser Simulcast no Brasil, transmitindo a mesma programação em SD (definição padrão) e HD (High Definition). A Sky é a primeira TV por assinatura que passou a transmitir o sinal simulcast ao invés do sinal normal. O canal está disponível operadoras Sky, TVN, Cabo Telecom, Claro TV e Oi TV. Até 2024, o canal era exclusivamente português simultaneamente como a mesma programação em SD (definição padrão) e HD (High Definition), quando chegou a Portugal, substituído a versão SDTV na Operadora NOS (anteriormente ZON TV) em 1 de fevereiro de 2024.

### Sinal emWidescreene Mudança de Feed

No dia 1º de julho de 2015 o sinal da versão SD do canal passou a ser transmitido em Widescreen, uma versão semelhante a em alta definição para uma melhor qualidade de som e imagem, a estreia do sinal Widescreen foi às 22:30, com a transmissão do programa iCarly.
Em 17 de julho, a versão HD, passou a ter a programação simulcast ao SD (padrão).
Apesar disso, até 17 de outubro de 2023 os episódios mais antigos, como os até a maior parte da 9° temporada, de Bob Esponja, são exibidos em 4:3, com a 9° temporada sendo exibida com 16:9 ajustado em 4:3, enquanto os últimos episódios da 9° temporada em diante, são exibidos em 16:9 completo. Desde 2023, com o sinal fundido com a Europa, o canal passa a transmitir o Bob Esponja entre 1ª até 9ª temporada em formato 16:9, juntando ao Cartoonito Brasil (antiga Boomerang Brasil) e Cartoon Network, que iniciaram em 16:9 em 2014.
A Nickelodeon América Latina e o Nickelodeon Brasil no dia 17 de outubro de 2023 mudou seus feeds, com o feed pan-regional do canal atendendo à América do Sul, América Central e Caribe, passando do feed mexicano para o feed pan-regional da Nickelodeon Europa Central e Oriental (CEE). usado na maior parte da Europa. Além disso, a Nickelodeon Brasil também mudou para o feed Nick CEE. A Nickelodeon México mudou para o feed europeu na segunda-feira, 14 de novembro de 2023 às 06h00, no entanto, ao contrário dos canais da Nickelodeon no resto da América Latina, a Nickelodeon México manteve os principais aspectos de localização, incluindo promoções localizadas e continuidade, além de continuar a exibir os créditos finais da programação.

## Produções originais brasileiras
A primeira produção brasileira original da Nickelodeon Brasil foi em 2000 com a chegada dos Meus Prêmios Nick a versão brasileira do Kids Choice Awards sendo premio realizado em parques de diversões e em 2006 em casas de shows. A Segunda foi em 2001 com a Patrulha Nick apresentada por MC Fernandes e uma enorme turma de crianças que faziam matérias diversas e brincavam na TV, este ficou no ar até 2006.
Finalmente a Nickelodeon Brasil em 2011 se tornou produtor associado da Rede Bandeirantes e da Mixer, na produção da série brasileira teen, Julie e os Fantasmas, série com foco em mistérios e música, que estreou em 17 de Outubro na Band e em 20 de outubro na Nickelodeon, e outra serie nova chamada Os Under-Undergrounds, que estreou em 9 de maio de 2016.

### Nickers
Nickers foi um programa de auditório da Nickelodeon com produção 100% brasileira, sucessor da Patrulha Nick. O objetivo do programa era criar uma interação maior da Nickelodeon com seus telespectadores. Os três apresentadores de Nickers eram: Américo Neto (ex-repórter-mirim da Record); Dinho (ex-Patrulheiro) e Bianca (banda Leela). Além disso, os apresentadores Gabi (Gabriela França) e Lipe (Felipe Nigro) ainda faziam parte do casting do programa, então era normal eles aparecerem de vez em quando, mesmo como repórteres, como na maioria das vezes, afinal, eles eram os apresentadores mais rentáveis do programa. O programa era dividido em seis blocos, e entre eles eram transmitidos desenhos, videoclipes, humor, games e música ao vivo (a cada semana, uma banda diferente era convidada).
Entre os vários quadros de Nickers estão o Playlist 10, com os dez clipes mais votados pela Internet; Nickershow, um tipo de show de calouros onde os telespectadores podem mostrar seu talento; Na Sua Casa, com o programa gravado diretamente da casa do telespectador; Os 5+, com as cinco coisas que todo mundo já viveu (especialmente gafes), e Wow Ploft Pow!!!, com os apresentadores cumprindo uma “missão impossível” enviada pelo telespectador.

## Programação estrangeira
A Nickelodeon Brasil é responsável por exibir séries e animações originais e exibidas nos Estados Unidos pelo canal Nickelodeon, além de outros programas exibidos pelo canal Nicktoons e TeenNick Também exibe animações pré-escolares dentro do bloco Nick Jr. como Dora, a Aventureira, Bubble Guppies e PAW Patrol. Dentre suas séries mais famosas estão iCarly, Big Time Rush, Victorious, The Thundermans e Henry Danger e suas animações de maior sucesso são Bob Esponja, Calça Quadrada, Os Padrinhos Mágicos, The Loud House e a franquia Avatar: A Lenda de Aang e A Lenda de Korra.

## Blocos de programação

### Nick Rewind

Logo do bloco.

Em agosto de 2020, a Nickelodeon América Latina lançou uma versão localizada de "NickRewind" exibindo programas mais antigos da Nickelodeon dos anos 90 aos anos 2010, vai ao ar às quintas e sábados. Exibe vários programas antigos da nickelodoen Hey Arnold!, Avatar: A Lenda de Aang, Rugrats Crescidos etc.

### Nicktoons

Logotipo do Nicktoons e do canal Nicktoons.

O Nicktoons foi o primeiro bloco de animação da Nickelodeon Brasil. Foi lançado primeiramente no dia 24 de dezembro de 1996 com A Vida Moderna de Rocko. A programação foi tão bem recebida que existe até hoje.

### Nick@Nite

Logotipo do bloco.

Nick@Nite surgiu nos Estados Unidos em 1 de julho de 1985. O bloco foi criado para o público mais velho tendo em mente entre 17 e 40 anos. Em 2006, após 21 anos de espera, a Nickelodeon Brasil e a da América Latina, lançaram o bloco com clássicos dos anos 60, 70, 80 e 90, junto com algumas séries originais do canal. Antigamente iniciava às 23h00min, os desenhos foram perdendo espaço na programação para séries e algumas animações estão sendo exibidas de Madrugada. O atual Nick@Nite brasileiro é uma mistura do extinto Nick Hits com o original e exibe também séries de produção recente, o que de certa forma descaracteriza o bloco. Tal fato gera polêmica, pois fez com que séries clássicas como Os Castores Pirados, Clarissa Sabe Tudo (dentre outras) cedessem espaço para séries recentes como Manual de Sobrevivencia Escolar do Ned, Zoey 101, diferindo muito do extinto bloco e do Nick@Nite da mesma época. O bloco foi extinto da programação da Nickelodeon Brasil e América Latina no dia 1 de janeiro de 2015.

### Nick Jr.

Logotipo do bloco e do canal.

A programação matinal do canal Nickelodeon dedicada ao público pré-escolar entre 3 a 7 anos estreou em 1999. Há várias atrações para o público. Recentemente, Nickelodeon lançou o canal Nick Jr. devido ao seu grande sucesso em séries para esta faixa-etária. O censor responsável é a ViacomCBS.

## Premiações

### Nickelodeon Kids' Choice Awards
O festival de premiação televisivo americano Kids' Choice Awards da Nickelodeon Brasil, conhecido como KCA, onde estrelam várias estrelas do público juvenil internacional das categorias televisão, cinema e música, foi dublado para exibição no Brasil a partir de 1999.
No show, os indicados são escolhidos pelos telespectadores do canal americano.

### Meus Prêmios Nick
Versão brasileira do Americano Kids' Choice Awards foi lançado em 1999 e encerrado em 2021, o Meus Prêmios Nick foi criado pela Viacom Networks Brasil e MTV Networks. O telespectador deve votar em diversas categorias e os artistas mais votados recebem o Zeppy, o troféu da premiação.

## Audiências
Em 7 de dezembro de 2015 foi divulgado uma pesquisa feita pelo IBOPE que apontou que o canal apareceu na 8ª posição dos canais vistos na TV por assinatura, o canal ainda oscila bastante dentro do Top 10, mas sem sair dele. A pesquisa recente divulgou que o canal da Viacom está na 8ª posição com 0,42% de audiência, o mesmo com o canal Space da Turner Broadcasting System que divide a 8ª posição com a Nickelodeon Brasil.Atualmente o canal vem despencando em audiência depois de um forte crescimento de canais focados em programação para o público pré-escolar (2 à 7 anos) como o Cartoonito, em maio de 2016 a Nickelodeon Brasil apareceu na 13ª posição com 0,29% em audiência 4 posições abaixo do Gloob e 5 acima do Boomerang.